# 동방 (성씨)
동방(東方)씨는 중국과 한국의 성씨이다.

## 기원
동방(東方)씨는 중국 제남(濟南；지금의 산둥성)에서 계출(系出)된 성씨(姓氏)이다. 고대 복희씨(伏羲氏)가 동방의 진(震) 땅에서 태어났기 때문에 동방을 성으로 삼았다고 한다.
한 무제 때 인물로 동방삭(東方朔)이 있다.

## 한국의 동방씨
동방씨는 대한민국 통계청 인구조사에서 2000년 220명, 2015년 180명으로 조사되었다. 본관은 청주 97명, 진주 45명, 제주 22명, 정주 11명, 기타 5명이다.
동방씨가 언제 중국에서 한반도로 건너와 정착하였는지에 대해서는 고증할 만한 문헌이 없다. 『고려사(高麗史)』에 1178년(고려 명종 8년) 귀주별장(龜州別將) 동방보(東方甫), 동방림(東方林)의 기사(記事)가 있어 오래된 성씨로 보인다. 귀주(龜州)는 평안북도 구성시 일대의 고려시대 지명이다. 일제강점기인 1930년에 실시된 국세조사에서도 동방씨 50여 가구가 대부분 평안북도에 세거하는 것으로 조사되었다.
- 진주 동방씨(晋州 東方氏)의 시조 동방숙(東方淑)은 조선 정조 16년(1792년) 문과(文科)에 병과(丙科)로 급제하여 성균관 전적(典籍)을 지냈다.[2] 동방숙(東方淑, 1734년생)은 평안도 위원군(渭原) 출신이며, 그의 아버지는 동방창(東方昌), 할아버지는 동방원(東方元), 증조부는 동방종(東方宗), 외조부는 현진필(玄進珌)이다. 주로 평안북도(자강도) 북부 지역에 세거하던 집안으로 보인다. 진주 동방씨는 1985년 국세조사에서는 41가구에 174명, 2000년 통계청 인구조사에서는 98명, 2015년에는 45명으로 조사되었다.

- 청주 동방씨(淸州 東方氏)는 충청북도 청주시를 본관으로 한다. 청주 동방씨는 《세종실록지리지(世宗實錄地理志)》에 청주의 토성(土姓)으로 기록되어 있다.[3] 1985년 국세조사에서는 17가구에 65명이었으며, 2000년 통계청 인구조사에서는 39가구에 119명, 2015년에는 97명으로 조사되었다.

## 인물
- 동방삭(東方朔) : 한 무제 때 관료
- 동방봉용(東方奉用, 1977년 ~ ) : 대한민국 변호사